# Santiago do Cacém
Pour les articles homonymes, voir Santiago (homonymie).
Santiago do Cacém est une municipalité (en portugais : concelho ou município) du Portugal, située dans le district de Setúbal et la région de l'Alentejo.

## Géographie
Santiago do Cacém est limitrophe :
- au nord, de Grândola,
- au nord-est, de Ferreira do Alentejo,
- à l'est, d'Aljustrel,
- au sud, d'Ourique et d'Odemira,
- à l'ouest, de Sines et de l'océan Atlantique.

## Démographie
| 1801  | 1849  | 1900   | 1930   | 1960   | 1981   | 1991   | 2001   | 2004   |
| ----- | ----- | ------ | ------ | ------ | ------ | ------ | ------ | ------ |
| 6 854 | 8 045 | 18 576 | 25 878 | 33 579 | 29 191 | 31 475 | 31 105 | 30 203 |

| 2011   | - | - | - | - | - | - | - | - |
| ------ | - | - | - | - | - | - | - | - |
| 29 749 | - | - | - | - | - | - | - | - |

## Subdivisions
La municipalité de Santiago do Cacém groupe 11 paroisses (en portugais : freguesias) :
- Abela
- Alvalade
- Cercal do Alentejo
- Ermidas-Sado
- Santa Cruz
- Santiago do Cacém
- Santo André
- São Bartolomeu da Serra
- São Domingos
- São Francisco da Serra
- Vale de Água

## Lieux d'intérêt
- Le pont médiéval de Alvalade
- Le site archéologique de Miróbriga
- Le château de Santiago do Cacém